# Després de nosaltres
Després de nosaltres (títol original en francès: L'Économie du couple) és una pel·lícula franco-belga, dirigida per Joachim Lafosse i estrenada l'any 2016. El film es va doblar al català.

## Argument
Després de diversos anys de vida comuna, Marie i Boris decideixen separar-se. Filla de bona família, treballa i es guanya bé la seva vida, mentre que ell acumula petites feines periòdiques. Ha finançat la compra de la casa mentre que ell l'ha renovada, aportant així una plusvàlua. Quan decideixen vendre la casa, la qüestió és aleshores saber quina part ha de rebre cadascun...

## Repartiment
- Bérénice Bejo: Marie
- Cédric Kahn: Boris
- Jade Soentjens i Margaux Soentjens: Jade i Margaux, els fills de Marie i Boris
- Marthe Keller: Christine, la mare de Marie
- Pascal Rogard: Un amic del pare de Marie
- Catherine Salée, Ariane Rousseau, Philippe Jeusette i Francesco Italiano: Els amics de la parella en un sopar
- Annick Johnson: L'agent immobiliari
- Tibo Vandenborre: L'infermer de l'hospital

## Crítica
- "La situació és insostenible (...) Lafosse ho mostra amb el realisme que li confereixen els dos actors, esplèndids (...) amb la sàvia mesura del temps, els silencis, les catarsis i l'ús puntual de [la] música (...) Puntuació: ★★★★★ (sobre 5)"[3]
- "Una devastadora mirada al que queda quan l'amor s'acaba (...) Elegant posada en escena (...) Incòmoda i claustrofòbica (...) dona la mesura d'un cineasta intel·ligent i d'un observador perspicaç (...) Puntuació: ★★★★ (sobre 5)"[4]
- "És com Scenes from a Marriage d'Ingmar Bergman condensada en un període més curt (...) encara que la seva descripció d'una relació que s'enfonsa pot ser igual de complexa, però no tan emocionalment rellevant en les seves etapes finals."[5]